# Macroglossus
Macroglossus é um gênero de morcegos da família Pteropodidae. Pode ser encontrado no Subcontinente indiano, Sudeste asiático, Arquipélago Malaio, Austrália, e muitas ilhas adjacentes.

## Espécies
- Macroglossus minimus (É. Geoffroy, 1810)
- Macroglossus sobrinus Andersen, 1911